# Altes Palais (Darmstadt)

Altes Palais: Blickrichtung Süden (vor 1906)

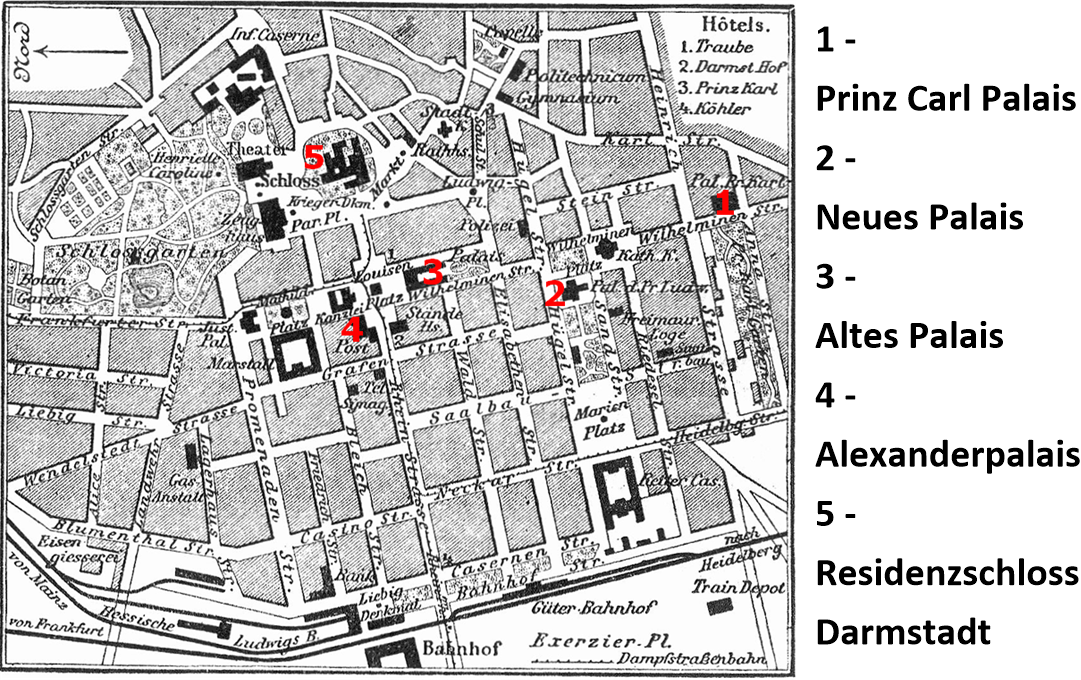
Die Lage des Alten Palais um 1888 im Zentrum der Stadt Darmstadt

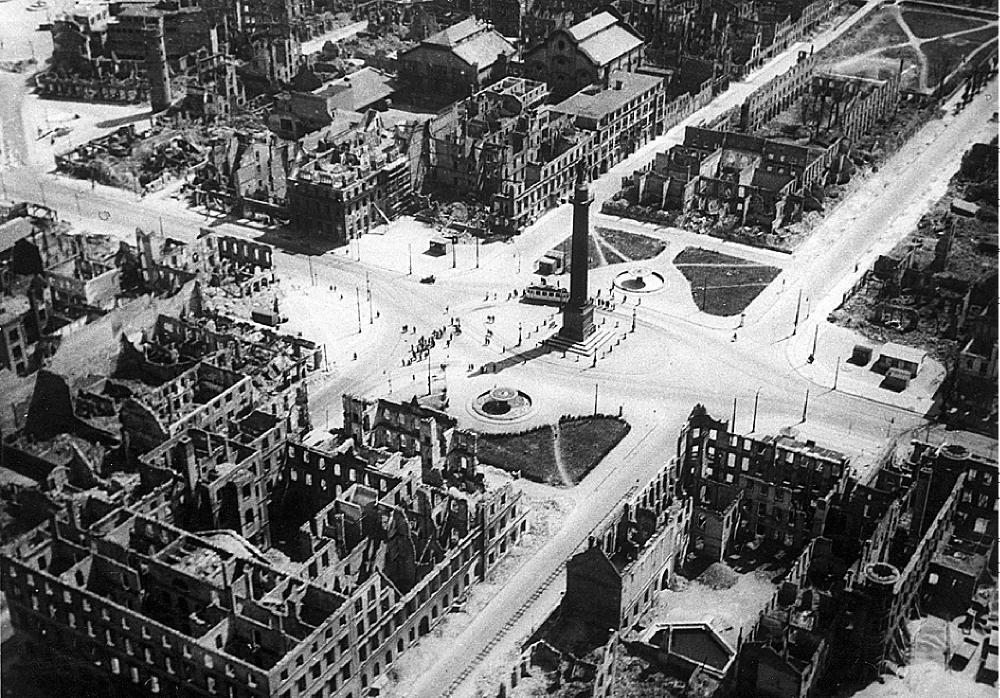
Die zerstörten Gebäude am Luisenplatz 1944, das Alte Palais ist die in die rechte obere Ecke des Bildes verlaufende langgezogene Ruine (Süden)

Das Alte Palais war ein Stadtpalais und erste Stadtresidenz der hessischen Landgrafen und späteren Großherzöge bzw. Prinzen im Zentrum von Darmstadt auf dem Grund des heutigen Luisencenters (ehemals Luisenplatz 5). Es wurde im Zweiten Weltkrieg stark beschädigt und danach abgerissen. Es wurde eigentlich nur Palais genannt, da das viel ältere Prinz Georg Palais am Marktplatz gegenüber dem Residenzschloss eigentlich als Älteres Palais bezeichnet wurde. Nachdem dieses 1822 aber verkauft und später das Neue Palais gebaut wurde, ging der Name Altes Palais auf den Stadtpalast der Landgrafen am Luisenplatz über.

## Lage
Das Palais stand im Stadtzentrum des alten Darmstadt am südlichen Ausgang des Luisenplatzes an einer der zentralen Nord-Süd-Verbindungsachsen Darmstadts, der ehemaligen Wilhelminenstraße (Postalische Adresse: Luisenplatz 5). Der von Gardisten bewachte Haupteingang befand sich direkt in Richtung des Platzes. Gegenüber befand sich das aus rötlichem Sandstein gebaute Alexanderpalais.

## Geschichte
Es war die erste große eigene Stadtpalais der Landgrafen von Hessen-Darmstadt. Vorher stand an diesem Platz neben der damaligen Reiterkaserne das sogenannte Brand’sche Posthaus, eigentlich als Platz für das öffentliche Darmstädter Waisenhaus gedacht, dieses aber wurde Richtung ehemaliges Bessunger Tor an anderer Stelle errichtet. Die Gegend des späteren Palaisgartens hieß damals Am Kreuzelberg, der spätere Teil des Luisenplatzes vor dem Palais war noch Paradeplatz.
Das Palais wurde zwischen 1802 und 1804, vermutlich durch Michael Mittermeyer (1758–1816), beim planmäßigen Ausbau Darmstadts unter Landgraf Ludwig X. von Hessen-Darmstadt gebaut. Schon 1832 wurde nach Plänen Georg Mollers der vordere Saalbau in Richtung Hof mit dem Vorderbau verbunden. Dies wurde notwendig, da der damalige für Hofbälle und Festlichkeiten genutzte Kaisersaal im Residenzschloss, wie auch der Rest des Schlosses, in schlechtem baulichen Zustand war und neue Räumlichkeiten benötigt wurden.
Nur kurze Zeit später, in den Jahren 1839 bis 1842, wurde das Palais durch Georg Moller umfassend restauriert. Bekannt war sein wunderschönes im klassizistischen Stil eingebautes großes Treppenhaus, früher Säulenvestibül genannt.
Das zugehörige Prachttor kam 1850 zur Orangerie in Bessungen.

Ernst August Schnittspahn: Blick auf das Palais des Großprinzen Ludwig II. von Hessen, 1871.[3]
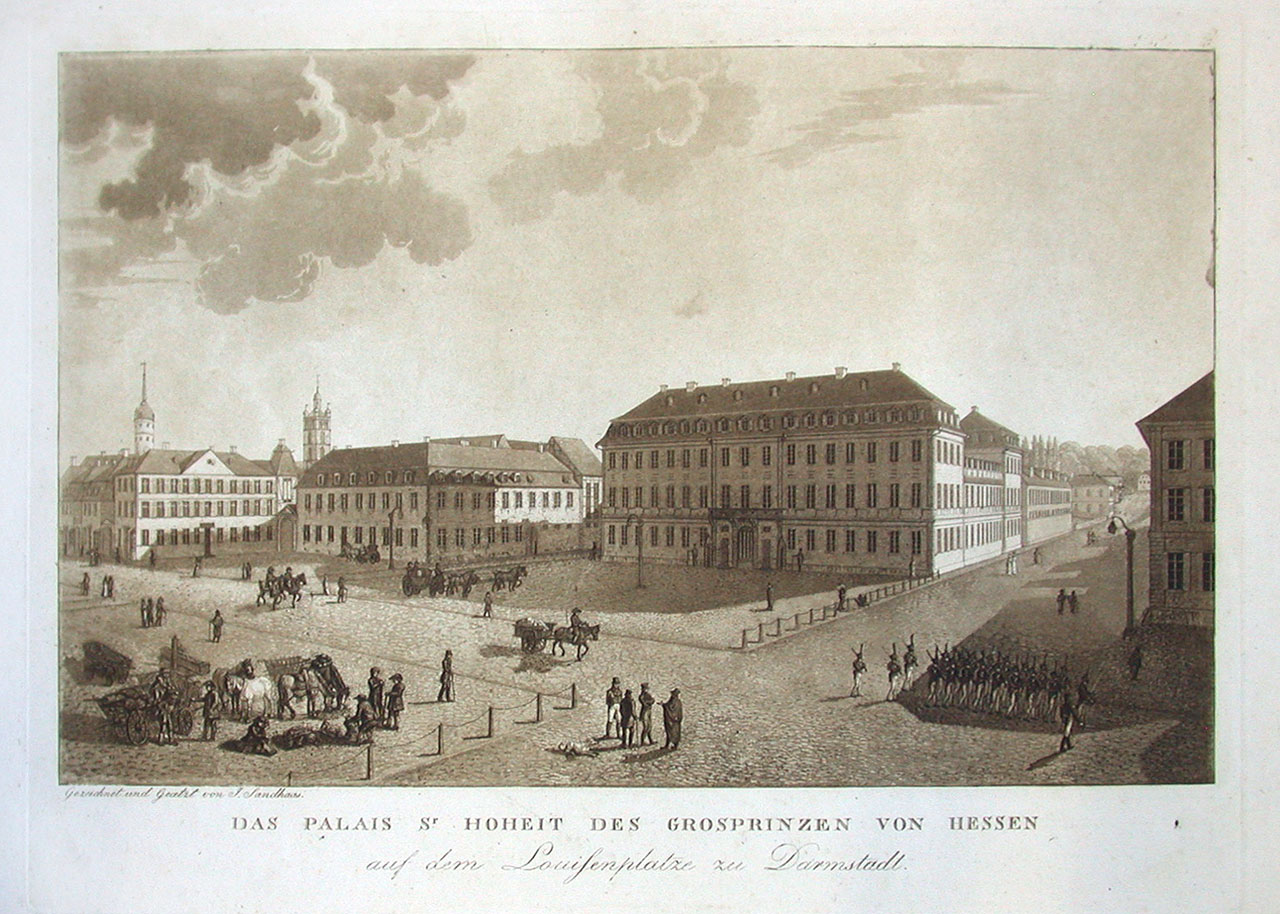
Radierung von Josef Sandhaas: Ansicht des Palais des Großprinzen von Hessen (Altes Palais) am Luisenplatz (nach 1803[4])

Am 6. Dezember 1892 erblickte Prinz George Louis Victor Henry Serge von Battenberg, der spätere George Mountbatten, im Palais das Licht der Welt. Am 7. Oktober 1903 fand im Alten Palais die standesamtliche Trauung zwischen Prinzessin Victoria Alice Elisabeth Julie Marie von Battenberg und Prinz Andreas von Griechenland statt. Im Englischen (bedingt durch die verwandtschaftlichen Verhältnisse zwischen Hessen-Darmstadt und dem englischen Königshaus) wurde das Alte Palais „Old Grand Ducal Palace“ genannt.
Um 1922, nach dem Ende des Ersten Weltkrieges und der Abdankung der Hessisch-Darmstädtischen Monarchie, wurde das Palais Sitz des Hessischen Finanzamtes, 1928 folgte das Hessische Ministerium für Arbeit und Wirtschaft, 1935 wurde es auch Sitz des Landessiedlungsamtes. Neun Jahre später wurde das Palais im Zuge der Bombardierung Darmstadts im Zweiten Weltkrieg fast vollständig zerstört. Es wurde zu Beginn der 1950er Jahre bei der Neugestaltung des Zentrums von Darmstadt endgültig niedergelegt. An seiner Stelle entstand später das heutige Luisencenter.

## Beschreibung
Die durch nachträglichen Überbau entstandene schlossähnliche hufeisenförmige Anlage hatte den repräsentativen Querkörper dem Luisenplatz zugewandt mit Sichtkontakt zur Kanzlei auf der gegenüberliegenden Seite des Luisenplatzes. Der offene, mehrfach gegliederte Innenhof ging nach Süden Richtung Wilhelminenstraße in den Palaisgarten über, von dem aus Sichtverbindung zum Neuen Palais bestand. Der repräsentative Frontkörper war ein siebzehnreihiges rechteckiges dreistöckiges Gebäude, mit dreireihiger nur leicht vorspringender Auslucht im Mittelteil, die im 1. Stock einen Balkon trug. Das Mansardwalmdach wies in der Front im steilen Dachbereich genauso viele Gauben wie Fenster auf. Die vierreihigen Seiten gingen in zwei schmale nur zweistöckige langgezogene Seitenflügel über und wurden dann durch je ein verbundenes dreistöckiges fünfreihiges quadratisches Eckhaus begrenzt. Später wurde das Palais noch jeweils zweistöckig nach Süden verlängert. Vor dem Eingang zum Luisenplatz patrouillierte ständig eine Wache.